# گرنی‌لیفه (فلوریدا)
گرنی‌لیفه (به انگلیسی: Grenelefe) یک منطقهٔ مسکونی در ایالات متحده آمریکا است که در فلوریدا واقع شده‌است. گرنی‌لیفه ۱٬۷۵۲ نفر جمعیت دارد و ۲۴٫۰۸ متر بالاتر از سطح دریا واقع شده‌است.